# Sabine Süsstrunk
Sabine Süsstrunk (* 13. Juni 1962 in Solothurn) ist eine Schweizer Informatikerin und Hochschullehrerin. Sie wurde im August 2020 zur Präsidentin des Schweizerischen Wissenschaftsrats (SWR) ernannt.

## Berufsweg
Sabine Süsstrunk studierte wissenschaftliche Fotografie an der ETH Zürich, ihren Master absolvierte sie im Bereich Electronic Publishing am Rochester Institute of Technology (RIT) in den Vereinigten Staaten und promoviert wurde sie an der University of East Anglia (UEA) in England. Von 1991 bis 1995 war Süsstrunk Gastdozentin am Rochester Institute of Technology (RIT). Anschliessend war sie leitende Entwicklerin für Bildverarbeitung bei Corbis in Seattle.
Süsstrunk kam 1999 an die Eidgenössische Technischen Hochschule Lausanne (EPFL/ETHL), wo sie als ordentliche Professorin und Direktorin das Image and Visual Representation Lab (IVRL) an der Fakultät Informatik und Kommunikationswissenschaften leitet. Von 2015 bis 2020 war sie zudem die erste Direktorin des Digital Humanities Institute (DHI) und der Digital Humanities Section (SoDH) am College of the Humanities (CdH) der EPFL. In den Jahren 2003 und 2004 war sie Gastwissenschaftlerin in den Hewlett-Packard Labs in Palo Alto. Süsstrunk forscht auf den Gebieten Computerfotografie, Computational Imaging, maschinelles Lernen sowie Computerbildqualität und -ästhetik. Sie hält zehn Patente und veröffentlichte über 150 Publikationen.
Von 2014 bis 2018 war Süsstrunk Präsidentin der EPFL-WISH-Stiftung (Women in Science and Humanities Foundation), die sie mitgegründet hatte. Im Jahr 2018 wechselte sie in den Verwaltungsrat. Die Stiftung fördert die Forschung von Frauen an der EPFL und vergibt unter anderem jedes Jahr den Erna-Hamburger-Preis, der die beispielhafte Karriere einer Frau im wissenschaftlichen Bereich auszeichnet. Ihre Hochschule vertrat Süsstrunk zwischen 2016 und 2020 im Stiftungsrat und Ausschuss des Schweizerischen Nationalfonds (SNF).
Süsstrunk war Vorsitzende oder Ausschussmitglied bei vielen internationalen Konferenzen. Von 1999 bis 2001 übernahm sie die Position der Vizepräsidentin der Society for Imaging Science and Technology (IS&T). Von 2007 bis 2011 gab sie die IEEE Transactions on Image Processing mit heraus.
IEEE und IS&T ehrten Süsstrunk als Fellow. Daneben erhielt sie zwischen 2013 und 2020 eine Reihe von Auszeichnungen. Sie ist ordentliches Einzelmitglied der Schweizerischen Akademie der Technischen Wissenschaften (SATW) sowie Mitglied der Verwaltungsräte der Schweizerischen Radio- und Fernsehgesellschaft SRG SSR und der Largo Films SA.
Am 12. August 2020 ernannte der Bundesrat Sabine Süsstrunk zur Präsidentin des Schweizerischen Wissenschaftsrats (SWR). Der SWR berät den Bundesrat in allen Fragen der Forschungs- und Innovationspolitik. Süsstrunk übernahm im Januar 2021 das Amt von Gerd Folkers.
Sabine Süsstrunk ist seit 2021 Mitglied des Stiftungsrats und seit 2022 Präsidentin der Kommission Bildung der Schweizerischen Studienstiftung.